# Gilman (Colorado)
Gilman es una ciudad minera abandonada en el sureste del condado de Eagle, Colorado, Estados Unidos. El Servicio Postal de los Estados Unidos. en Minturn (código postal 81645) ahora sirve direcciones postales de Gilman.
Fundada en 1886 durante el Colorado Silver Boom, la ciudad más tarde se convirtió en un centro de minería de plomo y zinc en Colorado, centrado en la mina Eagle ahora inundada. Fue abandonado en 1984 por orden de la Agencia de Protección Ambiental debido a contaminantes tóxicos, incluida la contaminación de las aguas subterráneas, así como la falta de capacidad de las minas. Actualmente es una ciudad fantasma en propiedad privada y está estrictamente fuera de los límites para el público. En el momento del abandono, las operaciones mineras eran propiedad de Viacom International.
En 2007, The Ginn Company tenía planes de construir una estación de esquí privada con sitios privados en Battle Mountain --- incluyendo el desarrollo en el pueblo de Gilman. El 27 de febrero de 2008, el Ayuntamiento de Minturn aprobó por unanimidad planes de anexión y desarrollo para 4300 acres (6,7 millas cuadradas; 17 km²) de la estación residencial de esquí y golf Battle Mountain de 1700 unidades de Ginn Resorts; El desarrollo de Ginn's Battle Mountain incluye gran parte de la antigua localidad de Gilman. El 20 de mayo de 2008 la ciudad de Minturn aprobó la anexión en un referéndum público con el 87% de los votos. A partir del 9 de septiembre de 2009, la Ginn Company se ha retirado de los planes de desarrollo de battle mountain property. Crave Real Estate Ventures, que era la financiación original de Ginn, se hizo cargo de las operaciones diarias de la propiedad.

## Descripción
La ciudad se encuentra a una altitud de 8950 pies (2.700 m) en un espectacular acantilado de 600 pies (180 m) sobre el río Eagle en el flanco de Battle Mountain. Se encuentra al sureste de Minturn y al norte de Tennessee Pass a lo largo de la autopista U.S. Highway 24. Los restos de la localidad son visibles en muchos lugares a lo largo de las curvas de la carretera. Vivienda más reciente situada en el empinado flanco de la propia montaña cerca de las antiguas minas.
El distrito minero se convirtió en el más rico y exitoso del condado de Eagle. El mineral se produce en depósitos de reemplazo de sulfuro de tres tipos: 1) depósitos de cama delgada en el Cuarcita Sawatch, (2) cuerpos de mineral altamente alargados en la Piedra Caliza de Leadville (aquí completamente dolomita), y (3) tuberías verticales o chimeneas cortando a través de las diversas formaciones. Los minerales en orden de disminución de la abundancia son esfalerita, calcopirita, y galena. Los minerales no minerales pirita y siderita también son abundantes en los cuerpos del mineral.

## Historia
Varias operaciones mineras habían brotado a lo largo de Battle Mountain en 1879, el primer año del Colorado Silver Boom. La ciudad de Gilman y las operaciones mineras cercanas fueron desarrolladas en la década de 1880 por John Clinton, un buscador, juez y especulador de la cercana Red Cliff. En 1887, el oro y la plata fueron descubiertos en dos chimeneas verticales en la mina Ground Hog, que continuó produciendo mineral de oro y plata hasta la década de 1920.
En la década de 1880, Clinton adquirió una serie de operaciones mineras en los alrededores, incluyendo la rentable Máscara de Hierro, conocida por sus numerosas cavernas con formaciones de cristal. Clinton desarrolló el área como una ciudad y mejoró las operaciones mineras con mayor capitalización. La ciudad, que Clinton desarrolló con el fin de mantener a los mineros en el sitio, fue nombrada inicialmente para él. Donó los terrenos para su escuela inicial y construyó su primera pensión. El ferrocarril del oeste de Denver y Rio Grande llegó al campamento minero de Belden en la base del acantilado en 1882. En 1899, tenía una población de aproximadamente 300 habitantes, así como un periódico, llamado Gilman Enterprise.
A medida que llegaban a los minerales primarios más profundos del sulfuro, los mineros encontraron que el mineral contenía tanto zinc que las fundiciones se negaban a comprarlo. En 1905 se instaló un tostador y un separador magnético para separar los minerales de zinc, convirtiendo el problema en un activo. Las operaciones mineras se transiciónon cada vez más al zinc, aunque la mina Eagle seguía siendo el principal productor de plata en el estado en 1930.
La New Jersey Zinc Company entró en Gilman en 1912, y durante un período de años compró todas las minas principales y todo el pueblo. El zinc fue el pilar económico hasta 1931, cuando los bajos precios del zinc obligaron a la compañía a cambiar a minerales de cobre y plata. La producción de zinc se reanudó en 1941, y siguió siendo el principal producto de las minas hasta que fueron cerradas en la década de 1980.
La población de la ciudad era de unos pocos cientos en la década de 1960. En un momento, la ciudad tenía una enfermería, una tienda de comestibles y una bolera. La ciudad experimentó conflictos laborales varias veces en la década de 1950, en parte inflamada por la propiedad corporativa fuera del estado. En 1970, la producción total en las minas era de 10 millones de toneladas de mineral; 393.000 onzas troy (12.200 kg) de oro; 66 000 000 onzas troy (2,100,000 kg) de plata; 105.000 toneladas de cobre; 148.000 toneladas de plomo; y 858.000 toneladas de zinc.
Después del cierre de la mina y el abandono de la ciudad, un área de 232 acres (12,9 ha), que incluía 8 millones de toneladas de desechos mineros, fueron designados un sitio de Superfund por la EPA y colocados en la Lista Nacional de Prioridades en 1986.

## Estado actual
El pueblo es víctima de vandalismo, y la calle principal de la ciudad está fuertemente etiquetada. Sólo quedan unas pocas ventanas intactas en la ciudad, ya que veinte años de vandalismo han dejado casi todos los objetos de vidrio en la ciudad destruidos.
Sin embargo, muchas partes de la ciudad son casi como eran cuando la mina se cerró. Los ascensores del eje principal todavía están listos para los coches de mineral, permanentemente bloqueados en el nivel superior. Varios coches y camiones todavía se sientan en sus garajes, dejados atrás por sus propietarios.
Debido a su tamaño, modernidad y nivel de preservación, la ciudad también es objeto de interés para muchos historiadores, exploradores y fotógrafos.